# Le Peuple est un golem
 (novembre 2023).
Le peuple est un golem est le sixième tome de la série Grand Vampire, paru en 2005.  Le scénario est de Joann Sfar et Sandrina Jardel, les dessins sont de Joann Sfar et les couleurs de Walter.  Cet album est la seconde partie de l'histoire commencée dans La Communauté des magiciens.

## Résumé
La chasse aux sorciers fait rage.  Les chasseurs cherchent à tuer sorciers et sorcières, et de son côté Casiglia cherche à utiliser le golem d'Eliaou pour éliminer les chasseurs.

## Personnages
- Fernand : Vampire et personnage central de cette histoire.
- Casiglia : Vieux sorcier et chef de la communauté[2].  Il a des moyens expéditifs qui ne plaisent pas à tout le monde.
- Eliaou : Ami de Fernand.  Juif.  Il vit reclus dans la forêt avec son golem.
- Nope : Jeune sorcière de 17 ans[3] amoureuse de Fernand.
- Liou : Ex-compagne de Fernand.
- Vincent Ehrenstein : Commissaire à Vilna et ami de Fernand.
- Lionel : Assistant et majordome de Casiglia.
- Oskar « Humpty Dumpty » Mazock : Inspecteur au commissariat de Vilna.
- Magda : Artiste, elle loue l'ancienne chambre de Liou dans le château de Fernand.